# Денали
Денали или Маунт Макинли (енгл. Mount McKinley) је највиша планина Аљаске и највиши врх у Северној Америци. Налази се на Аљаским планинама и достиже висину од 6.194 метра.
Народ Којукона који насељава подручје око планине вековима су називали врх „Денали”. Године 1896, трагач за златом назвао га је „Маунт Макинли“ у знак подршке тадашњем председничком кандидату Вилијаму Макинлију; то име је било службено име које је савезна влада Сједињених Држава признавала од 1917. до 2015. У августу 2015. године, 40 година након што је то учинила Аљаска, Министарство унутрашњих послова Сједињених Држава објавило је промену званичног имена планине у Денали.
Године 1903. Џејмс Викершам је забележио први покушај успон на Денали, што је било неуспешно. Године 1906. Фредерик Кук је тврдио да је извршио први успон, али тиј успон није потврђен и његов легитимитет је доведен у питање. Први потврђен успон на врх Денали постигли су 7. јуна 1913. планинари Хадсон Стак, Хари Карстенс, Волтер Харпер и Роберт Татум, који су се успели на Јужни врх. Године 1951. Брадфорд Вашберн је био пионир руте Вест Батрес, која се сматра најсигурнијом и најлакшом рутом, па самим тим и најпопуларнијом у садашњој употреби.
Дана 2. септембра 2015. године, Геолошки завод Сједињених Држава објавио је да је планина висока 20.310 feet (6.190 m), а не 20.320 feet (6.194 m), као што је измерено 1952. помоћу фотограметрије.

## Геологија и карактеристике
Денали је гранитни плутон, претежно ружичасти кварцмонцонит, подигнут тектонским притиском услед субдукције Пацифичке плоче испод Северноамеричке плоче; истовремено је ерозијом нанет седиментни материјал изнад и око планине. Силе које су подигле Денали изазвале су и многе дубоке земљотресе на Аљасци и Алеутским острвима. Пацифичка плоча је сеизмички активна испод Деналија, тектонске регије која је позната као „Макинлијев кластер”.
Денали се налази на надморској висини од 20.310 feet (6.190 m) надморске висине, што га чини највишим врхом у Северној Америци и најсевернијом планином на надморској висини од 6000 метара у свету. Мерено од подножја до врха са неких 18.000 ft (5.500 m), једна је од највећих планина које се налази потпуно изнад нивоа мора. Денали се уздиже са нагнуте равнице са надморском висином од 1.000 до 3.000 ft (300 до 910 m), са висином од базе до врха од 5.000 до 6.000 m. Поређења ради, планина Еверест се уздиже из Тибетанске висоравни на много већој надморској висини. Базне висине за Еверест крећу се од 13.200 ft (4.200 m) на јужној страни до 17.200 ft (5.200 m) на Тибетанској висоравни, за висину од базе до врха у распону од 3.700 до 4.700 m (12.000 до 15.300 ft). Деналијева висина од базе до врха је нешто више од половине 33.500 ft (10.200 m) висине вулкана Мауна Кеа, који лежи углавном под водом.

## Особине
Изграђен је од гранитних стена. Температура се на овој висини креће у распону од –60 °C до –83 °C, а ваздушни притисак је изузетно низак. Са Макинлија се спушта пет ледника.

## Истраживања
Врх се назива и „Денали“, по имену које су му дали Атабаска Индијанци и оно значи „највиши“. Сем овог имена постоје још два — „Долеика“ и „Тралеика“. Први који се кретао падинама Макинлија био је Џорџ Ванкувер, 6. маја 1794. Данашњи назив врх је добио 1897. када је из политичких разлога прозван Макинли, по 25. председнику САД Вилијаму Макинлију. Први успешан покушај освајања врха био је 7. јуна 1913, када га је освојио Хадсон Стак. Данас се Макинли налази у оквиру Националног парка Денали.